# De Croon

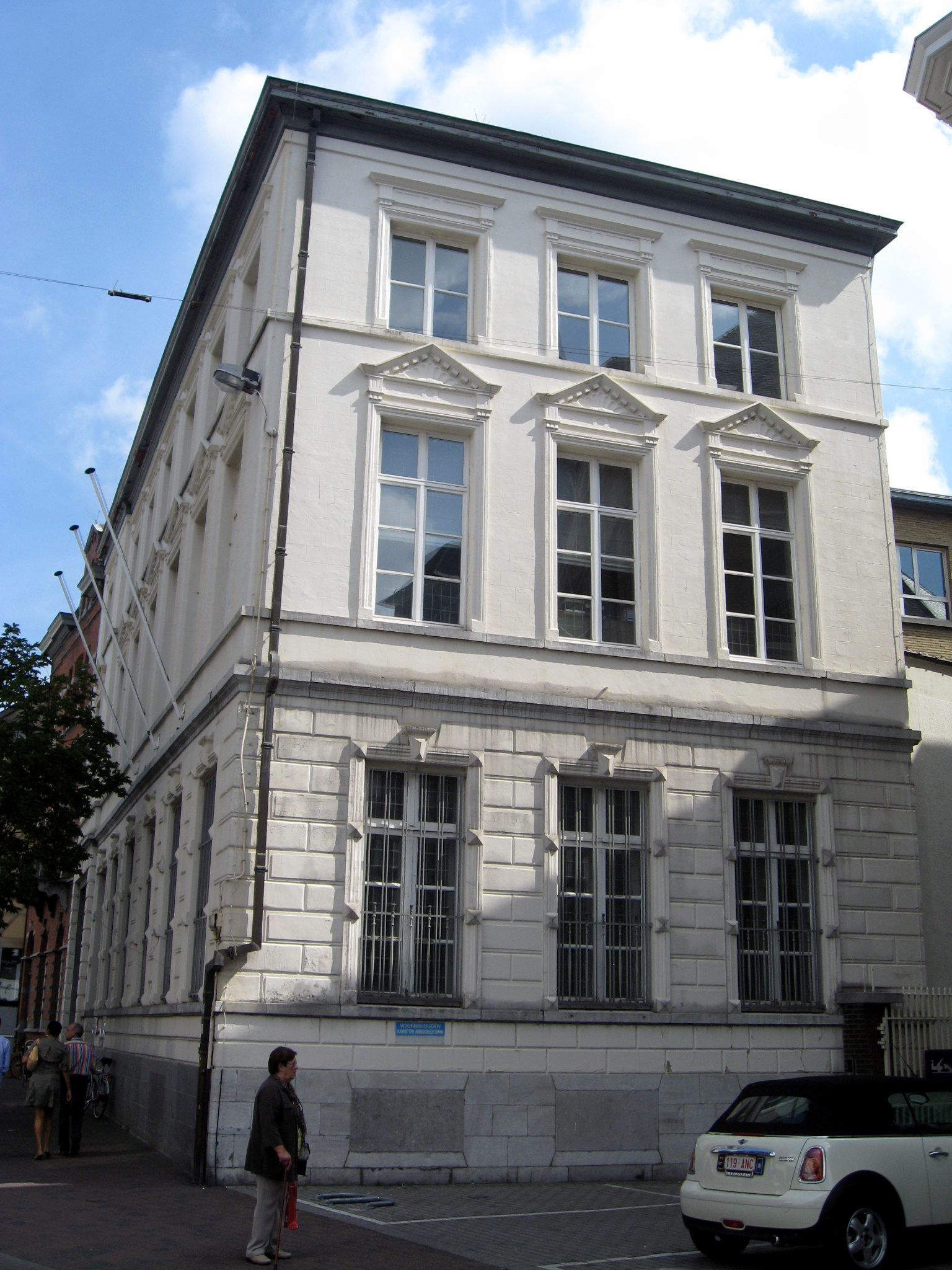
Handelsrechtbank

De Croon is een gebouw dat zich bevindt aan de Havermarkt 8 te Hasselt.

## Geschiedenis
In de 15e en 16e eeuw stond hier herberg De Croon, waar voorname gasten de maaltijd gebruikten. In 1580 werd het -toen nog houten- pand door het stadsbestuur van Hasselt aangekocht en werd het omgebouwd tot stadhuis, inclusief tortuurkamer. In 1779 kocht de stad het nieuwe stadhuis aan en werd De Croon weer een hotel. In de 20e eeuw vestigde zich er de Kredietbank, waarna achtereenvolgens de arbeidsrechtbank, de handelsrechtbank en het vredegerecht er onderdak vonden. In mei 2012 verhuisden de gerechtelijke diensten naar een nieuw gerechtsgebouw aan het station.
Het huidige aanzien van het gebouw stamt uit de 2e helft van de 19e eeuw en is in neoclassicistische stijl vormgegeven.